# Мені-Фармс
Мені-Фармс (англ. Many Farms) — переписна місцевість (CDP) в США, в окрузі Апачі штату Аризона. Населення — 1243 особи (2020).

## Географія
Мені-Фармс розташоване за координатами 36°20′34″ пн. ш. 109°38′15″ зх. д. / 36.34278° пн. ш. 109.63750° зх. д. (36.342881, -109.637632). За даними Бюро перепису населення США в 2010 році переписна місцевість мала площу 21,18 км², з яких 21,12 км² — суходіл та 0,06 км² — водойми.

## Демографія
Згідно з переписом 2010 року, у переписній місцевості мешкало 1348 осіб у 395 домогосподарствах у складі 292 родин. Густота населення становила 64 особи/км². Було 491 помешкання (23/км²).
Расовий склад населення:
| - 93,8 % — корінних американців - 3,9 % — білих - 0,2 % — чорних або афроамериканців - 0,1 % — вихідців з тихоокеанських островів - 0,1 % — азіатів |

До двох чи більше рас належало 1,6 %. Частка іспаномовних становила 1,5 % від усіх жителів.
За віковим діапазоном населення розподілялося таким чином: 37,2 % — особи молодші 18 років, 55,1 % — особи у віці 18—64 років, 7,7 % — особи у віці 65 років та старші. Медіана віку мешканця становила 26,3 року. На 100 осіб жіночої статі у переписній місцевості припадало 90,9 чоловіків; на 100 жінок у віці від 18 років та старших — 89,5 чоловіків також старших 18 років.
Середній дохід на одне домашнє господарство становив 49 368 доларів США (медіана — 48 958), а середній дохід на одну сім'ю — 55 547 доларів (медіана — 53 095). Медіана доходів становила 41 250 доларів для чоловіків та 32 321 долар для жінок. За межею бідності перебувало 31,8 % осіб, у тому числі 33,4 % дітей у віці до 18 років та 22,3 % осіб у віці 65 років та старших.
Цивільне працевлаштоване населення становило 460 осіб. Основні галузі зайнятості: освіта, охорона здоров'я та соціальна допомога — 62,2 %, публічна адміністрація — 12,2 %, роздрібна торгівля — 6,1 %, мистецтво, розваги та відпочинок — 6,1 %.